# Scafati Basket
O Scafati Basket, também conhecido como Givova Scafati em razão de contrato de patrocínio, é uma clube profissional de basquetebol situada na comuna de Scafati, Campânia, Itália que disputa atualmente a Serie A2. O clube disputa suas partidas como mandante no PalaMangano com capacidade de 3.500 espectadores.

## Jogadores Notáveis
- Domenico Morena 2 temporadas: '00–'02
- Greg Newton 2 temporadas: '00–'02
- Andre McCollum 1 temporada: '00–'01
- Todor Stoikov 1 temporada: '00–'01
- Randolph Childress 2 temporadas: '01–'03
- Jason Osborne 1 temporada: '01–'02
- Michael Campbell 1 temporada: '01–'02
- Curtis Staples 1 temporada: '01–'02
- Cristiano Masper 3 temporadas: '02–'05
- Lamont Barnes 1 temporada: '02–'03
- Jason Smith 1 temporada: '02–'03
- Chandler Thompson 1 temporadas: '02–'03
- Maximiliano Stanic 3 temporadas: '03–'06
- James Collins 1 temporada: '03–'04
- Vincenzo Esposito 1 temporada: '03–'04
- Brandon Brantley 1 temporada: '03–'04
- Josh Powell 1 temporada: '03–'04
- Darryl Wilson 2 temporadas: '04–'06
- Harold Jamison 2 temporadas: '04–'06
- Jamal Robinson 1 temporada: '04–'05
- Lucas Javier Victoriano 1 temporada: '05–'06
- Rick Apodaca 1 temporada: '06–'07
- Norman Nolan 1 temporada: '06–'07
- Nikolaos Dimitriu 1 temporada: '07–'08
- Hector Romero 1 temporada: '07–'08
- Valerio Spinelli 1 temporada: '07–'08
- Derrick Tarver 1 temporada: '07–'08
- Michael Andersen 1 temporada: '07–'08
- Marcus Hatten 1 temporada: '07–'08
- Dimitri Lauwers 3 temporadas: '05–'08
- Luigi Datome 2 temporadas: '06–'08
- Frank Williams 1 temporada: '07–'08
- Rubén Wolkowyski 1 temporada: '07–'08
- Steponas Babrauskas 1 temporada: '07–'08
- Mike Lenzly 1 temporada: '08–'09
- Anthony Carter 1 temporada: '06–'07